# Swiss Cottage (Tipperary)

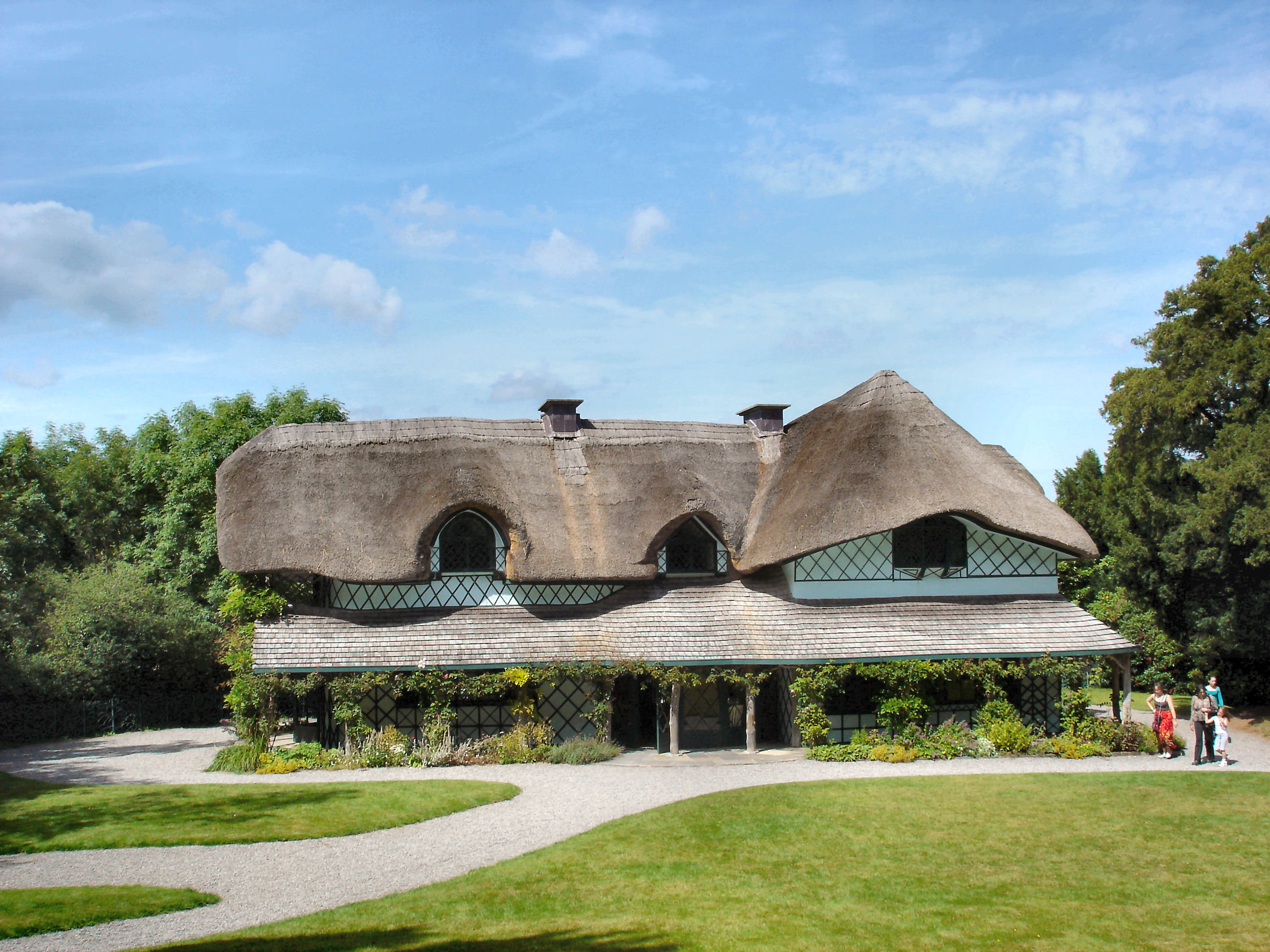
La Swiss Cottage, Cahir.

La Swiss Cottage (cabaña suiza) fue construida sobre el 1810 en los alrededores de Cahir en el condado de Tipperary, en Irlanda.
Se trata de un fino ejemplo de cabaña ornamentada (cottage ornée). La cabaña originalmente era propiedad de Lord y Lady Cahir siendo usada como casa de diversión en dónde celebraban comidas vestidos de aldeanos. Se cree que la casas fue diseñada por John Nash famoso arquitecto inglés.
Tras una serie de años de abandono la casa se comenzó a restaurar en 1985 siendo abierta al público en 1989.
La cabaña posee un salón de té, sala de música, dos dormitorios, cocina y bodega.